# Casa de Ildefonso Muñecas
La Casa de Ildefonso Muñecas es una casona colonial ubicada en la Calle Matará N° 446 en el centro histórico del Cusco, Perú. El inmueble sirvió de casa al sacerdote Ildefonso Muñecas durante su residencia en el Cusco cuando fue párroco de la Catedral y apoyó a los rebeldes en la Rebelión del Cusco.
Desde 1972 el inmueble forma parte de la Zona Monumental del Cusco declarada como Monumento Histórico del Perú. Asimismo, en 1983 al ser parte del casco histórico de la ciudad del Cusco, forma parte de la zona central declarada por la UNESCO como Patrimonio Cultural de la Humanidad.

## Descripción
El inmueble consta de un nivel, un patio y un área baldía. Exteriormente presenta una portada con pilastras y umbral líticos, dintel de madera sobre el que descansa la cornisa de piedra de molduras simples. Esta portada enmarca una puerta de dos hojas y puerta postigo, de tabla cargada compuesta por tapajuntas adornadas con bulas de estaño de motivos florales. Además, en la fachada pueden encontrarse en el primer nivel cuatro puertas secundarias con jambaje lítico y el segundo nivel colapsado en su lado izquierdo.
Mediante zaguán delimitado por arco lítico de medio punto hacia la galería, se accede al patio que está configurado por cuatro crujías de dos niveles la de ingreso con galería adintelada y la del frente (suroeste) con galería de arcos líticos de medio punto en medio de la cual se encuentra -para acceder a la antigua área baldía-, el chiflón que está delimitado por arcos de adobe en su comienzo y final. 
El segundo nivel de este inmueble exhibe balcones de doble balaustrada con pies derechos, pasamanos, canes, vigas soleras de exquisita talla. Lamentablemente la crujía sureste del inmueble, se ha perdido.